# Четвёртая стена (фильм)
«Четвёртая стена» (итал. Quarta parete) — фильм режиссёра Адриано Больцони.

## Сюжет
Марко прожил четыре года в Великобритании, где он получал высшее образование. Теперь он возвращается домой, в Италию, к своей семье. Его отец, которого называют «Папа Барони» — состоятельный и успешный промышленник, наслаждающийся жизнью. Младшая сестра Марко — начинающая гламурная модель. Одна из стен в её комнате (возможно, отсюда и название фильма) увешана её фотографиями. На некоторых из них она изображена обнажённой, о чём она, повторяя слова фотографов, говорит так: «Грех существует, а его изображение ничего не меняет». Прочие члены семьи тоже стараются использовать предоставленные им в жизни возможности на полную катушку. Однако Марко вернулся с идеалистическими взглядами…

## В ролях
- Питер Лоуфорд
- Франсуаз Прево — Кристиана
- Паоло Турко — Марко Барони
- Корина Фонтейн — Лона
- Карла Романелли
- Паоло Карлини
- Джермано Лонго — Нани
- Аличия Бранде — Хелен
- Джузеппе Кастеллано

## Съёмочная группа
- Режиссёр: Адриано Больцони
- Сценарист: Адриано Больцони, Джустино Капорале, Марко Маси
- Композитор: Детто Мариано
- Оператор: Ромоло Гаррони